# Зелёный свет

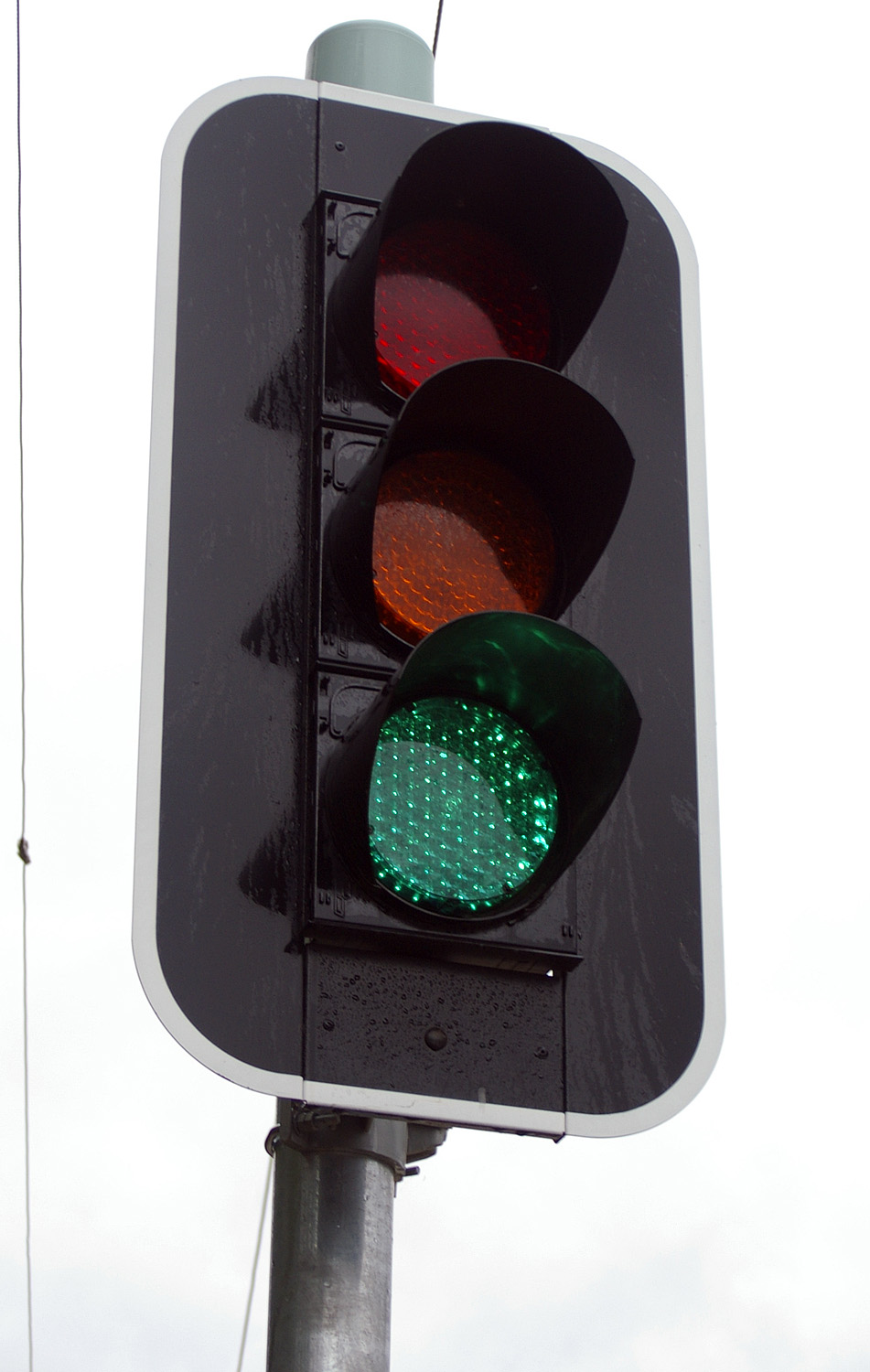
Светофор отображает зелёный цвет, указывающий на «иди».

Зелёный свет — разрешение на продолжение проекта. Термин является отсылкой на зелёный цвет светофора, указывающий на «иди».

## Киноиндустрия
В контексте кино- и телеиндустрии зелёный свет означает официальное утверждение и финансирование производства и взятие на себя обязательства по этому финансированию, что позволит проекту перейти от этапа разработки к предпроизводству и съёмкам. Сила на зелёный свет, как правило, зарезервирована теми, кто играет роль в проекте или финансовом управлении в организации. Процесс перехода проекта с питча на зелёный свет лёг в основу успешного реалити-шоу под названием «Project Greenlight».
В крупных киностудиях Большой пятёрки в США и мини-мейджорах сила зелёного света, как правило, осуществляется комитетами руководителей высокого уровня студий. Тем не менее, президент, председатель или исполнительный директор студии обычно является лицом, который выносит окончательное решение. Для крупнейших бюджетов фильмов, включающих несколько сотен миллионов долларов, генеральный директор или главный операционный директор родительского конгломерата студии может иметь окончательные полномочия по зелёному свету.